# Armoriale dei presidenti degli Stati Uniti d'America
Molti presidenti degli Stati Uniti d'America sono stati armigeri; in gran parte per ereditarietà, assunzione, o concessione da parte di autorità araldiche estere.

## Armoriale
Questo armoriale non include i presidenti per i quali non è noto alcuno stemma.
| Presidente | Presidente                | Mandato             | Stemma | Note e blasonatura |  |
| ---------- | ------------------------- | ------------------- | --- | --- |  |
|            | George Washington         | 1789‑1797           | | StemmaD'argento a due fasce accompagnate in capo da tre stelle, il tutto di rosso. CimieroCorvo sorante al naturale, nascente dalla corona ducale. Motto(LA) Exitus acta probat. (L'esito è prova delle azioni.) Fonte |  |
|            | John Adams                | 1797‑1801           | | Motto: Libertatem amicitiam retinebis et fidem (Non lascerai che si alterino la libertà, l'amicizia, e la fede) |  |
|            | Thomas Jefferson          | 1801‑1809           | | Stemma: D'azzurro, alla frette d'argento; al capo di rosso, caricato di tre teste di leopardo pure d'argento. Motto: Ab eo libertas a quo spiritus (Colui che dà la vita, dà la libertà) |  |
|            | John Quincy Adams         | 1825‑1829           | | Motto: Fidem libertatem amicitiam retinebis (Fede, libertà e amicizia non lascerai che si alterino) |  |
|            | Martin Van Buren          | 1837‑1841           | | [ 5 ] |  |
|            | Zachary Taylor            | 1849‑1850           | | Motto: Consequitur quodcumque petit (Insegui ciò che cerchi) |  |
|            | Rutherford Hayes          | 1877‑1881           | | Motto: Recte (Rettamente) Motto: Qui patriae optime servit optime servit suis partibus (Chi serve al meglio la Patria, serve al meglio il suo partito) |  |
|            | James Garfield            | 1881                | | Motto: In cruce vinco (Vinco nel segno della croce) |  |
|            | Chester Arthur            | 1881‑1885           | | Stemma: Di rosso, allo scaglione d'argento, accompagnato da tre chiarine d'oro. Cimiero: Falco sorante al naturale, sonagliato e guinzagliato d'oro. Motto: Pro Deo et patria (Per Dio e la Patria) |  |
|            | Grover Cleveland          | 1885‑1889 1893‑1897 | | |  |
|            | Theodore Roosevelt        | 1901‑1909           | | Motto: Qui plantavit curabit (Chi ha piantato se ne prenderà cura) |  |
|            | Calvin Coolidge           | 1923‑1929           | | Stemma: Di verde, al grifone rampante d'oro. Cimiero: un grifone rampante d'oro nascente Motto: Virtute et fide (Con virtù e fede) |  |
|            | Franklin Delano Roosevelt | 1933‑1945           | | Motto: Qui plantavit curabit (Chi ha piantato se ne prenderà cura) |  |
|            | Dwight Eisenhower         | 1953‑1961           | | Concesso dall'autorità araldica danese in concomitanza con l'investitura a Cavaliere dell'Ordine dell'Elefante nel 1950. Motto: Peace through understanding (Pace per mezzo della comprensione) |  |
|            | John F. Kennedy           | 1961‑1963           | | Di nero, ai tre elmi d'oro; alla bordura inquartata in decusse di rosso e d'armellino. |  |
|            | Lyndon Johnson            | 1963‑1969           | | Motto: Nobilitatis virtus non stemma character (La virtù, non il lignaggio, è simbolo di nobiltà) |  |
|            | Ronald Reagan             | 1981‑1989           | | Motto: Facta non verba (Fatti non parole) Stemma: D'oro, all'orso di nero, armato e lampassato di rosso, tenente una stella d'argento; al capo di nero, caricato d'un'aquila d'argento, membrata d'oro, sostenuta da una corona d'oro |  |
|            | Bill Clinton              | 1993‑2001           | | Concesso dal Grande Ufficiale Araldico della Repubblica d'Irlanda nel 1995. Motto: An leon do bheir an chraobh (Il leone porta il ramo) |  |
|            | Donald Trump              | 2017-2021 2025-     | | Concesso a Joseph E. Davies dal Collegio d'Arme nel 1939. Motto: Integritas (Integrità) Negli Stati Uniti, la Trump Organization usa un logo basato sullo stemma del diplomatico Joseph E. Davies. Davies fu il terzo marito di Marjorie Merriweather Post, la socialite che fece costruire la villa di Mar-a-Lago, poi acquistata da Donald Trump nel 1985. |  |
|            | Donald Trump              | 2017-2021 2025-     | Concesso alla Trump International Golf Course Scotland Ltd dal Lord Lyon, re d'arme di Scozia nel 2011. Grido d'arme: Numquam concedere (Non desistere mai) | |  |